# کیم جونگ-سون
کیم جونگ-سون (انگلیسی: Kim Jong-seon؛ زادهٔ ۳۰ ژوئیهٔ ۱۹۳۹) بازیکن بسکتبال اهل کره جنوبی بود. وی در بازی‌های المپیک تابستانی ۱۹۶۴ شرکت کرده‌است.